# Hans van der Togt (presentator)
Hans van der Togt, geboren als Hans Peter van Dongelen (Maastricht, 9 oktober 1947), is een voormalig omroeper van de AVRO en presentator van televisieprogramma's voor RTL 4.

## Jeugd
Van der Togt werd geboren in Maastricht en groeide daar op. In 1953 verhuisde de familie naar Heemstede. Na de MULO in Heemstede en de middelbare hotelvakschool in Tegernsee had Van der Togt diverse baantjes in de horeca als kelner. Daarna werd hij steward bij Lufthansa, maar werd ontslagen wegens hasjsmokkel uit India. Ook was hij gids op rondvaartboten.
In 1974 verhuisde hij naar Amsterdam.

## Televisieloopbaan

### Omroeper
Van der Togt solliciteerde in 1976 succesvol naar de functie televisieomroeper bij de AVRO. Dat was in de tijd dat de televisieprogramma’s aan het begin van de avond uitgebreid door een omroeper of omroepster werden aangekondigd. Als omroeper haalde hij soms ludieke acties uit. Hij droeg bijvoorbeeld een keer een grote cowboyhoed bij de aankondiging van een aflevering van Dallas en rond Sinterklaas verscheen hij als Zwarte Piet met een winterpeen in zijn hand. Ook kondigde hij de AVRO-programma's eens aan in een montage, waarin hij beurtelings verscheen in een regulier omroepersoutfit en een Bruce Springsteen-outfit. Dit als knipoog naar een optreden dat hij kort daarvoor als Springsteen had verzorgd in de Sterrenplaybackshow.
Tevens werd hij eind jaren zeventig de aankondiger van de jeugdprogramma's Berebios (samen met Tante Neel uit De Bereboot) en Kinderbios (samen met de pop Boris). Zijn veelvuldige optreden op de televisie leverde hem al snel een fanclub op.
In 1989 stopte hij als omroeper en stapte over naar RTL 4. Hierna werd Van der Togt nog incidenteel ingezet in zijn taak als omroeper. Zo was hij in 2006 tijdelijk de omroeper van programma's voor het digitale tv-platform Planet Prime. In 2009 haalde Comedy Central als 1 aprilgrap Van der Togt nog eens voor één dag terug als omroeper. In 2011 kondigde hij de opening van het Gouden Televizier-Ring Gala aan, dit naar aanleiding van het 60-jarig bestaan van de Nederlandse televisie. Eind 2012 was hij weer even te zien als omroeper in het UPC On Demand Menu.

### Rad van Fortuin
Grote bekendheid kreeg Van der Togt als de presentator van het televisieprogramma Rad van Fortuin. Dit programma begon in 1990 en werd elke werkdag om 19:00 uur uitgezonden op RTL 4. Hans van der Togt werd in het programma geassisteerd door de eveneens zeer populaire Leontine Ruiters. Vanaf 1998 werd het programma alleen nog op zondagavond om 20:00 uur uitgezonden en in juni 1998 stopte het programma helemaal. Van der Togt maakte als presentator van het tv-programma Woordzoeker op Call TV zijn contract bij RTL 4 vol. Hij presenteerde het spelprogramma vijf maanden lang dagelijks om 12:00 uur. Daarna verscheen hij slechts sporadisch nog op televisie.
Begin 2006 maakte Van der Togt een pilot van een realityserie over zichzelf. In deze serie probeerde hij Rad van Fortuin weer op televisie te krijgen. Talpa had belangstelling voor dit idee en het zag er zelfs naar uit dat het programma daadwerkelijk zou terugkeren, maar uiteindelijk bleef het bij die ene pilot. Het plan trok wel veel media-aandacht. In 2016 zou het programma alsnog terugkeren op de televisie, maar zonder Van der Togt.

## Theater
Eind 2007 speelde Van der Togt als dramadocent Mr. Myers mee in de musical Fame.
Van 2009 tot en met 2012 kreeg zijn theatercarrière een vervolg als spelleider in het retroprogramma Worst of the eighties. Afgewisseld met optredens van de band Disco Disciples speelde Van der Togt met het publiek oude tv-spelletjes als het stokkenspel uit de Tedshow, de marmottenbak uit de AVRO's Wie-kent-kwis en Wie van de Drie. Van dit theaterprogramma werden twee edities gemaakt.

## Radio
In de jaren zeventig van de twintigste eeuw presenteerde hij voor de AVRO enkele jaren de radioprogramma's Arbeidsvitaminen op de AVRO maandag op Hilversum 3 en Muzikaal onthaal. Voor Radio Noordzee Nationaal maakte hij van 1 april 1995 t/m juli 1998 diverse programma's, waaronder Valt 't muntje en Broodje Noordzee. Van 2005 t/m 2010 besprak Van der Togt elke donderdagochtend op Radio Noord-Holland de 'roddelbladen' in het programma De Ochtend op Radio Noord-Holland.

## Zanger
In 1985 maakte Van der Togt een uitstapje als zanger. Met andere toenmalige AVRO-coryfeeën onder wie Léonie Sazias, Ad Visser, Myrna Goossen, Krijn Torringa, Robin Albers, Kas van Iersel en Hans Schiffers maakte hij onder de naam 'Blauwe maandag' de single 'Volop in beweging'. Dit nummer, waarvan de opbrengst naar het dierenasiel ging, haalde de Nederlandse Top 40 en de Nationale Hitparade niet, maar bereikte wél de Polderpopparade van de TROS op de donderdag op Hilversum 3.

## Reclames
- In 2005 speelde hij in een reclameboodschap voor het roddelblad In Magazine, waarin hij zich opdrong aan paparazzi fotografen.
- In 2006 maakte Van der Togt deel uit van de reclamecampagne van de toen net geopende Amsterdamse galerie/kledingzaak Concrete.
- In 2010 speelde hij in reclamefilmpjes voor Scapino Shoes als spelleider van het 'schoenenrad'.
- In 2011 was Van der Togt bingomaster op de website Beabingo.nl.
- In mei 2012 deed Van der Togt mee aan een reclamecampagne voor KPN op Facebook, waarin hij zijn oude rol als presentator van het televisieprogramma Rad van Fortuin weer nadeed onder de naam "KPN ZapRoulette".
- Vanaf 2013 verbond Van der Togt zijn naam aan het tijdschrift 'Hans van der Togt's Puzzel Paradijs'.
- Eind 2013 dook Van der Togt op in een raadselachtige radiocommercial van Peugeot waarin hij zichzelf 'kozijnenspecialist' noemde.

## Privéleven
Van der Togt had van 1975 tot 1998 een relatie met fotograaf Chris-Paul Stapels. Van der Togt ging na de breuk op een woonboot wonen.. In 1999 overleed Stapels aan aids. In een interview in 2007 in Nieuwe Revu gaf hij toe alcoholist en zware roker te zijn en in het verleden geëxperimenteerd te hebben met allerlei soorten drugs. Hij was openhartig over zijn eenzaamheid en homoseksualiteit. In 2010 gaf Van der Togt in De Wereld Draait Door aan geen televisiecarrière meer te ambiëren. 
In 2013 leed hij aan prostaatkanker, waar hij na zeven bestralingen van genezen raakte. Daarna verhuisde Van der Togt na 40 jaar in Amsterdam te hebben gewoond naar Achlum in Friesland, maar in 2018 keerde hij weer terug naar zijn woonboot in Amsterdam. In maart 2024 werd Van der Togt getroffen door een licht herseninfarct.
- International Standard Name Identifier: 0000 0003 9566 0185
- Nederlandse Thesaurus van Auteursnamen: 07255729X
- Virtual International Authority File: 290416762